# Atanarico

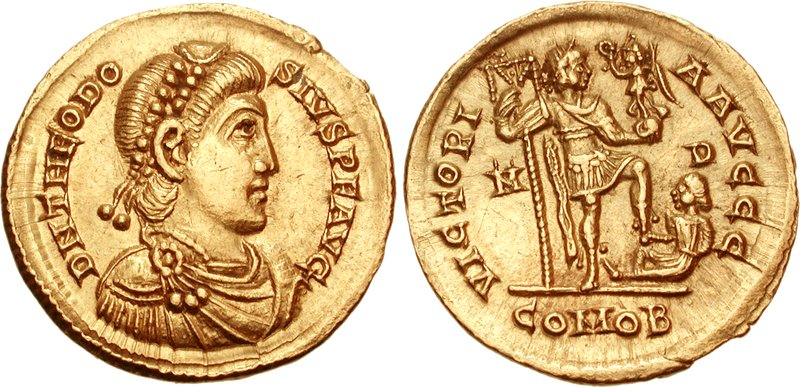
Soldo de Teodósio I r.

Atanarico (em gótico: Aþanareiks; em latim: Athanaricus) ou Haitanarico (Haitanaricus; m. 25 de janeiro de 381) foi um chefe tervíngio (juiz) do século IV, filho de Aorico, que por 11 anos (365–376/381) desempenhou a função de chefe deste ramo dos godos. Aparece pela primeira vez na década de 360, quando aliou-se com o usurpador romano Procópio (r. 365–366) e lutou contra o imperador Valente (r. 364–378).
Na década seguinte, promoveu a segunda perseguição gótica aos cristãos e entrou em confronto com Fritigerno, um aristocrata tervíngio rival. Após vencer seu rival, preparou a defesa contra uma grande invasão huna, porém foi mal-sucedida, causando a deserção de seu povo para Fritigerno e Alavivo. Ele refugiou-se na Caucalândia pelos próximos anos e em 381 visitou Constantinopla, onde viria a falecer em 25 de janeiro.

## Biografia
Atanarico era filho do chefe Aorico. Ele aparece pela primeira vez na década de 360, quando apoiou o usurpador Procópio (r. 365–366) contra o imperador romano Valente (r. 364–378). A despeito das derrotas sofridas e a devastação do território godo, Atanarico manteve-se contrário ao imperador, que à época enfrentava a ameaça sassânida de Sapor II (r. 309–379). Em 369, Valente conseguiu derrotá-lo, porém, apesar disso, a paz subsequente foi favorável aos tervíngios que deixaram de pagar tributo aos romanos.
O governo de Atanarico como juiz dos tervíngios esteve limitado no tempo e teve que ser renovado periodicamente desde 365 devido a constante exposição desta confederação tribal às ameaças internas e externas. Aparentemente, sua liderança apaziguou as aristocracias tervíngia e romana, embora não impediu que Fritigerno ascendesse como seu rival. Para conseguir o apoio de Valente, Fritigerno converteu-se ao cristianismo ariano. Durante os séculos III-IV, muitos tervíngios converteram-se ao arianismo, mas Atanarico manteve-se fiel a antiga religião pagã dos germanos, pois considerava que o cristianismo sufocaria as tradições góticas. Entre 369-372, Atanarico iniciou a perseguição dos godos cristãos. Segundo Sozomeno, ele nomeou Vingurico para erradicar o cristianismo e no processo 308 cristãos foram mortos.
No começo dos anos 370, em alguma momento entre 372 e 375/376, Atanarico lutou contra Fritigerno numa guerra civil na qual o último saiu vitorioso. Depois disso, preparou suas defesas contra os invasores hunos. No verão de 376, Atanarico liderou um forte exército da Moldávia através da Bessarábia para a margem ocidental do Dniestre. Ele pretendia contê-los, porém suas medidas defensivas mostraram-se ineficientes, causando a derrota frente aos invasores. Isso levou a devastação do território gótico e o fim da instituição de juiz. A maioria dos tervíngios desertaram Atanarico e dirigiram-se para Fritigerno e Alavivo, que receberam naquela ano permissão para adentrarem os territórios imperiais.
Inicialmente Atanarico pensou em seguir Fritigerno e Alavivo rumo ao Império Romano, porém, ao tomar ciência das dificuldades enfrentadas pelos refugiados godos que não intencionaram converter-se ao cristianismo, ele abandonou seu plano. Em vez disso, seguiu com os tervíngios que permaneceram fieis a ele para a Caucalândia, nos Cárpatos, onde derrotaram os habitantes sármatas. Provavelmente permaneceu na região até 380, quando foi expulso por seu povo mediante maquinações de Fritigerno e precisou marchar rumo ao Império Romano.
Em 11 de janeiro de 381, foi recebido na capital imperial de Constantinopla pelo imperador Teodósio (r. 378–395). Teodósio se encontrou em pessoa com Atanarico nos portões da cidade, estando o primeiro acompanhado do oficial Temístio, que em 369 havia firmado a paz com os tervíngios. Atanarico morreu em Constantinopla em 25 de janeiro. Após sua morte, Teodósio honrou-o com um sepultamento segundo os ritos romanos, numa demonstração de poder e esplendor. Em outubro de 382, o imperador firmou um importante tratado com os godos de Fritigerno e Atanarico, permitindo que habitassem o império como federados.